# کنگ (روستا)
کنگ، روستایی از توابع بخش طرقبه شهرستان طرقبه شاندیز در استان خراسان رضوی ایران است.
شهرت روستای کنگ، یکی از نمونه‌های بسیار باارزش معماری پلکانی در ایران، به ماسوله خراسان مربوط می‌شود. قدمت این روستا به دوره پیش از اسلام بازمی‌گردد و به عنوان مقصدی مناسب برای لمس تاریخ شناخته می‌شود. طبیعت این منطقه بسیار زیباست و دوستداران طبیعت می‌توانند از آن لذت ببرند.
واقع در گوشه‌ای از منطقه طرقبه، روستای کنگ با دنیای ساده و قدمتی به سال‌های پیش از اسلام برمی‌گردد. مردم در طول قرن‌ها در این روستا سکونت داشته‌اند. با وسعت ۱۸۴ هکتار و در ارتفاع ۱۷۰۰ متری از سطح دریا، روستای کنگ بر دامنه کوه بینالود قرار دارد. خانه‌های کنگ، به سبک خاص خودشان، با سوار شدن بر دوش هم تا آسمان رفته‌اند تا زمین کمتری اشغال کنند و روستا به راحتی در سینه‌کش کوه جای گیرد. این روستا با بافت پلکانی خود، علاوه بر ظاهر کوچک خود، شهرت زیادی پیدا کرده و طبیعت دل‌انگیزی نیز دارد.

## وجه تسمیه
کنگ در لغت دو معنا دارد، در لغت‌نامه به معنای پرنده‌ای قوی‌پنجه که در مناطق کوهستانی زندگی می‌کند و در دگر معنا به دژ مستحکم تعبیر شده‌است. این محل به علت سختی راه مخفیگاه راهزنان بوده است. قدمت این روستا به حدود 3000 سال میرسد.

## جغرافیا
روستای پلکانی کنگ، در یکی از دامنه‌های شمال شرقی ارتفاعات بینالود و در ۱۹ کیلومتری غرب طرقبه و ۲۹ کیلومتری مشهد قرار دارد و آخرین روستا در محور دره رودخانه کنگ می‌باشد که از طریق یک جاده آسفالته در محور مشهد_طرقبه نغندر به روستای نغندر و سپس شهر طرقبه و از آنجا به شهر مشهد مرتبط می‌شود و ماسوله‌ای دیگر را از دوران پیش از اسلام به نمایش می‌گذارد. کنگ به دلیل وجود کوه‌های مرتفع، درختان فراوان و نوزیدن بادهای خشک از آب و هوای معتدل برخوردار است. از مکان‌های مهم مذهبی این روستا، مزار شیخ عبدالله است که یکی از عرفای این دیار بوده و در سال ۱۲۶۶ ه‍.ق متولد و به تحصیل علم و دانش در مشهد، قم و عتبات عالیات پرداخت و در کنگ چشم از دنیا فروبست. در سال‌های اخیر باغ ویلاهای فراوانی در مسیر طرقبه به کنگ به صورت مجاز یا غیرمجاز ساخته شده‌است.

## جمعیت
این روستا در دهستان جاغرق قرار دارد و براساس سرشماری مرکز آمار ایران در سال ۱۳۸۵، جمعیت آن ۱٬۴۷۲ نفر (۳۵۴ خانوار) بوده‌است. ولی در سال ۱۳۹۰ جمعیت این روستا به ۷۹۹ نفر (۲۷۱ خانوار) کاهش یافته‌است.

## مشاغل
کار و پیشه مردم روستا، باغداری، دامداری، کارگری و فرش‌بافی است. همچنین مشاغلی نظیر نجاری و تراش‌کاری نیز موجود می‌باشد. به دلیل نبود زمین مسطح مناسب برای زراعت و وجود زمین‌های شیب‌دار اکثراً باغداری و مشاغل وابسته به آن جزو فعالیت‌های درآمدی روستا محسوب می‌شوند.